# 화개현구장도
화개현구장도(花開縣舊莊圖)는 서울특별시 용산구 국립중앙박물관에 있는 조선시대의 산수화이다. 1990년 9월 20일 대한민국의 보물 제1046호로 지정되었다.

## 개요
조선 전기의 문신 정여창(1450∼1504) 선생의 지리산의 별장을 그린 그림이다. 정여창 선생은 성종 14년(1483)에 과거에 급제하여 여러 벼슬을 지냈다. 
이 그림은 정여창 선생이 한동안 성리학과 오경을 연구하면서 머물렀던 별장이 훼손되는 것이 아쉬워 정씨 문중에서 이징(李澄)을 불러 그리도록 한 것이다. 가로 56cm, 세로 89cm의 크기로 명주 바탕에 그렸는데, 화면의 맨 위에는 “화개현구장도”란 제목이 전서체로 적혀 있고, 중간에는 별장의 주변 산수를 엷게 채색하여 그렸다. 그림 전체의 배치가 오른쪽에 치우쳐 있으면서 근경, 중경, 후경이 잘 나타나 있고 산과 바위에는 흑백의 대조가 뚜렷하다. 그림 아래에는 정여창과 유호인의 시와 제작배경을 적은 글, 그리고 조식과 정구의 글에서 발췌한 글이 있다. 
인조 21년(1643)에 그려진 이 그림은 일종의 기록화로 직접 보고 그린 것이 아니라 기록을 참고하여 그린 것이다. 이 그림은 17세기의 안견화풍을 잘 보여주고 제작연대가 확실하여 안견화풍연구에 중요한 자료가 되며, 조선시대 유교문화를 연구하는데도 귀중한 자료가 되고 있다.

## 참고 자료
- 화개현구장도 - 국가유산청 국가유산포털